# Torneo Sudamericano de Clubes de Futsal 2002
Il Torneo Sudamericano de Clubes de Futsal 2002 è la 3ª edizione del torneo continentale riservato ai club di calcio a 5 vincitori nella precedente stagione del massimo campionato delle federazioni affiliate alla CONMEBOL. La competizione si è giocata dal 9 aprile all'11 ottobre 2002.

## Squadre partecipanti
Tutte le nazioni schierano una o più squadre, per un totale di 15 squadre.

### Lista
I club sono stati ordinati in ordine alfabetico della federazione.

| Rank | Squadra                | Zona |
| ---- | ---------------------- | ---- |
| 1/H  | Univalle               | Nord |
| 2    | Polikennedy            | Nord |
| 3    | Impaca                 | Nord |
| 4    | Deporcentro Casuarinas | Nord |
| 5/H  | Pumas del Ávila        | Nord |
| 6    | Boca Juniors           | Sud  |
| 7    | Franja de Oro          | Sud  |
| 8/H  | Banespa                | Sud  |
| 9    | Carlos Barbosa         | Sud  |
| 10   | Cosal                  | Sud  |
| 11   | Profetal               | Sud  |
| 12   | Adolfo Rojas Silva     | Sud  |
| 13   | UAA                    | Sud  |
| 14/H | Banco República        | Sud  |
| 15   | Peñarol                | Sud  |

Note
- (TH) Squadra campione in carica
- (H) – Squadra ospitante

### Formula
Le 15 squadre si affrontano in due tornei separati. Le vincitrici accedono alla finale.

## Fase a gironi

### Zona Nord
| Squadra                | P.ti | G | V | N | P | GF | GS | DR  |
| ---------------------- | ---- | - | - | - | - | -- | -- | --- |
| Pumas del Ávila        | 10   | 4 | 3 | 1 | 0 | 31 | 14 | +17 |
| Polikennedy            | 9    | 4 | 3 | 0 | 1 | 20 | 14 | +6  |
| Univalle               | 7    | 4 | 2 | 1 | 1 | 24 | 20 | +4  |
| Deporcentro Casuarinas | 3    | 4 | 1 | 0 | 3 | 18 | 18 | 0   |
| Impaca                 | 0    | 4 | 0 | 0 | 4 | 11 | 38 | -27 |

### Zona Sud

#### Gruppo A
| Squadra            | P.ti | G | V | N | P | GF | GS | DR  |
| ------------------ | ---- | - | - | - | - | -- | -- | --- |
| Banespa            | 12   | 4 | 4 | 0 | 0 | 39 | 6  | +33 |
| Adolfo Rojas Silva | 7    | 4 | 2 | 1 | 1 | 18 | 21 | -3  |
| Banco República    | 6    | 4 | 2 | 0 | 2 | 22 | 12 | +10 |
| Franja de Oro      | 4    | 4 | 1 | 1 | 2 | 12 | 13 | -1  |
| Cosal              | 0    | 4 | 0 | 0 | 4 | 7  | 46 | -39 |

#### Gruppo B
| Squadra        | P.ti | G | V | N | P | GF | GS  | DR  |
| -------------- | ---- | - | - | - | - | -- | --- | --- |
| Carlos Barbosa | 10   | 4 | 3 | 1 | 0 | 39 | 6   | +33 |
| Boca Juniors   | 7    | 4 | 2 | 1 | 1 | 18 | 21  | -3  |
| UAA            | 6    | 4 | 1 | 3 | 0 | 51 | 15  | +36 |
| Peñarol        | 4    | 4 | 1 | 1 | 2 | 15 | 10  | +5  |
| Profetal       | 0    | 4 | 0 | 0 | 4 | 14 | 101 | -87 |

## Fase a eliminazione diretta

### Finale Zona Nord
| Carlos Barbosa 14 aprile 2002 | Banespa | 0 – 2 | Carlos Barbosa |  |

### Finale
| Squadra 1       | Totale  | Squadra 2      | Andata | Ritorno |
| --------------- | ------- | -------------- | ------ | ------- |
| Pumas del Ávila | 10 - 16 | Carlos Barbosa | 4 - 7  | 6 - 9   |